# Елизавета, принцесса Югославии
Елизавета, принцесса Югославии (серб. Кнегиња Јелисавета Карађорђевић); (7 апреля 1936, Белград) — югославский политический и общественный деятель, мать американской актрисы Кэтрин Оксенберг.

## Биография

### Происхождение
Родилась в Белграде — единственная дочь регента Югославии Павла Карагеоргиевича и Ольги Греческой.
Принцесса Елизавета училась в ЮАР, Великобритании и Швейцарии и изучала историю изящных искусств в Париже.

### Политическая активность
Принцесса участвовала в установлении мира между народами бывшей Югославии. Во время бомбардировок Югославии 1999 года публично критиковала НАТО на американских телеканалах.
Несмотря на возражения престолонаследника Александра выдвигала свою кандидатуру на президентских выборах 2004 года. Она получила 63 991 голосов, или 2,01 %, заняв 6-е место из пятнадцати кандидатов. С 2001 года живёт в Белграде.
В 2011 году Белградским судом был посмертно реабилитирован её отец, и именно принцесса Елизавета положила начало процессу рассмотрения реабилитации отца.
Ранее имела двойное гражданство: помимо сербского (до 2006 года — югославского) также была гражданкой США, но в 2012 году отреклась от американского гражданства по «эмоциональным причинам».
Говорит на английском, французском, испанском, итальянском и сербском языках.

## Браки и дети
19 января 1961 года принцесса вышла замуж за Говарда Оксенберга, от которого имеет двух дочерей:
- Кэтрин Оксенберг и
- Кристина Оксенберг[англ.].

С первым мужем развелась в 1969 году.
Второй раз вышла замуж 23 сентября 1969 года за Нила Роксбурга Балфура, от которого имеет сына
- Николаса Огастаса (Nicholas Augustus Balfour).

28 февраля 1987 вышла замуж за Мануэля Ульоа Элиаса, бывшего премьер-министра Перу (1980—1983).
Между вторым и третьим браком имела любовные связи с британским актёром Ричардом Бёртоном.